# Roy Martin
Robert Martin, più conosciuto con il soprannome Roy Martin (Glengarnock, 16 maggio 1929 – gennaio 2024) è stato un calciatore scozzese, di ruolo difensore.

## Carriera
Dopo aver giocato in patria con i semiprofessionisti dei Kilwinning Rangers, nel marzo del 1950 si trasferisce in Inghilterra al Birmingham City. Nella parte conclusiva della stagione 1949-1950, in cui il club retrocede nella seconda divisione inglese, Martin non scende mai in campo: esordisce infatti solamente nella stagione 1950-1951, la prima di 5 consecutive in questa categoria, che abbandona solamente in seguito alla vittoria della Second Division 1954-1955, dopo un totale di 67 presenze, a cui aggiunge 2 presenze in prima divisione (le sue uniche in carriera in questa categoria) nella stagione 1955-1956, che peraltro è anche la sua ultima nei Blues, dal momento che nel marzo del 1956 viene poi ceduto al Derby County, club di terza divisione, categoria che vince nella stagione 1956-1957; gioca quindi per ulteriori 3 stagioni consecutive in seconda divisione con i Rams, che lascia nell'estate del 1960 dopo complessive 81 presenze per trasferirsi nel 1961 ai semiprofessionisti del Burton Albion, con cui milita per complessive 2 stagioni per poi chiudere la carriera con il Long Eaton United.

## Palmarès

### Club

#### Competizioni nazionali
- Campionato inglese di seconda divisione: 1

Birmingham City: 1954-1955
- Third Division North: 1

Derby County: 1956-1957